# Кубок Англії з футболу 2012—2013
Кубок Англії з футболу 2012–2013 — 132-й розіграш найстарішого кубкового футбольного турніру у світі, Кубка виклику Футбольної Асоціації, також відомого як Кубок Англії.
На момент першого жеребкування розіграшу кубка в ньому було заявлено 833 футбольних клубів, з яких 758 взяли участь у змаганні.

## Календар
| Раунд                        | Дата              | Матчів | Клубів    | Нові клуби   | Призова сума                               |
| ---------------------------- | ----------------- | ------ | --------- | ------------ | ------------------------------------------ |
| Екстрапопередній раунд       | 11 серпня 2012    | 200    | 758 → 558 | 400: 359–758 | £ 1 000                                    |
| Попередній раунд             | 25 серпня 2012    | 166    | 558 → 392 | 132: 227–358 | £ 1 750                                    |
| Перший раунд кваліфікації    | 8 вересня 2012    | 116    | 392 → 276 | 66: 161–226  | £ 3 000                                    |
| Другий раунд кваліфікації    | 22 вересня 2012   | 80     | 276 → 196 | 44: 117–160  | £ 4 500                                    |
| Третій раунд кваліфікації    | 6 жовтня 2012     | 40     | 196 → 156 | —            | £ 7 500                                    |
| Четвертий раунд кваліфікації | 20 жовтня 2012    | 32     | 156 → 124 | 24: 93-116   | £ 12 500                                   |
| Перший раунд                 | 3 листопада 2012  | 40     | 124 → 84  | 48: 45-92    | £ 18 000                                   |
| Другий раунд                 | 1 грудня 2012     | 20     | 84 → 64   | —            | £ 27 000                                   |
| Третій раунд                 | 5 січня 2013      | 32     | 64 → 32   | 44: 1-44     | £ 67 500                                   |
| Четвертий раунд              | 26 січня 2013     | 16     | 32 → 16   | —            | £ 90 000                                   |
| П'ятий раунд                 | 16 лютого 2013    | 8      | 16 → 8    | —            | £ 180 000                                  |
| Шостий раунд                 | 9 березня 2013    | 4      | 8 → 4     | —            | £ 360 000                                  |
| Півфінали                    | 13-14 квітня 2013 | 2      | 4 → 2     | —            | £ 900 000                                  |
| Фінал                        | 11 травня 2013    | 1      | 2 → 1     | —            | Переможені £ 900 000 Переможці £ 1 800 000 |

## Кваліфікаційні раунди
Усі клуби, що беруть участь у змаганнях, але не грають Прем'єр-лізі або в Чемпіоншипі повинні пройти кваліфікаційні раунди.

## Перший раунд
На цій стадії турніру починають грати клуби з Першої та Другої ліг.
Матчі пройшли 2—4 листопада 2012 року.
| Дата                      | Господарі             | Рахунок        | Гості                 | Глядачі |
| ------------------------- | --------------------- | -------------- | --------------------- | ------- |
| 2 листопада               | Кембридж Сіті         | 0:0            | Мілтон Кінс Донс      | 1 564   |
| 13 листопада Перегравання | Мілтон Кінс Донс      | 6:1            | Кембридж Сіті         | 4 126   |
| 3 листопада               | Герфорд Юнайтед       | 3:1            | Шрусбері Таун         | 3 251   |
| 3 листопада               | Боргем Вуд            | 0:2            | Брентфорд             | 1 495   |
| 3 листопада               | Кіддермінстер Гаррірс | 0:2            | Олдем Атлетік         | 2 888   |
| 3 листопада               | Челмсфорд Сіті        | 3:1            | Колчестер Юнайтед     | 3 016   |
| 3 листопада               | Метрополітен Поліс    | 1:2            | Кроулі Таун           | 1 485   |
| 3 листопада               | Лутон Таун            | 1:1            | Ненітен Таун          | 3 089   |
| 13 листопада Перегравання | Ненітен Таун          | 0:2            | Лутон Таун            | 1 596   |
| 3 листопада               | Портсмут              | 0:2            | Нотс Каунті           | 7 560   |
| 3 листопада               | Бішопс Стортфорд      | 1:2            | Гастінгс Юнайтед      | 1 212   |
| 3 листопада               | Флітвуд Таун          | 3:0            | Бромлі                | 1 696   |
| 3 листопада               | Форест Грін Роверз    | 2:3            | Порт Вейл             | 1 753   |
| 3 листопада               | Торкі Юнайтед         | 0:1            | Гаррогейт Таун        | 1 817   |
| 3 листопада               | Борнмут               | 4:0            | Дагенгем енд Редбрідж | 5 827   |
| 3 листопада               | Моркем                | 1:1            | Рочдейл               | 1 839   |
| 13 листопада Перегравання | Рочдейл               | 0:1            | Моркем                | 1 675   |
| 3 листопада               | Свіндон Таун          | 0:2            | Маклсфілд Таун        | 6 408   |
| 3 листопада               | Челтенгем Таун        | 3:0            | Єт Таун               | 3 055   |
| 3 листопада               | Ковентрі Сіті         | 3:0            | Арлсі Таун            | 6 594   |
| 3 листопада               | Йорк Сіті             | 1:3            | Вімблдон              | 2 752   |
| 12 листопада Перегравання | Вімблдон              | 4:3 (д. ч.)    | Йорк Сіті             | 1 954   |
| 3 листопада               | Бері                  | 1:0            | Ексетер Сіті          | 1 821   |
| 3 листопада               | Честерфілд            | 6:1            | Гартлпул Юнайтед      | 3 083   |
| 3 листопада               | Донкастер Роверз      | 3:1            | Бредфорд Парк Авеню   | 4 602   |
| 3 листопада               | Джиллінгем            | 4:0            | Сканторп Юнайтед      | 4 017   |
| 3 листопада               | Олдершот Таун         | 2:1            | Гендон                | 1 822   |
| 3 листопада               | Лінкольн Сіті         | 1:1            | Волсолл               | 2 032   |
| 13 листопада Перегравання | Волсолл               | 2:3 (д. ч.)    | Лінкольн Сіті         | 1 762   |
| 3 листопада               | Рексем                | 2:4            | Олфретон Таун         | 2 409   |
| 3 листопада               | Саутенд Юнайтед       | 3:0            | Стокпорт Каунті       | 3 084   |
| 3 листопада               | Кру Александра        | 4:1            | Вікем Вондерерз       | 2 417   |
| 3 листопада               | Брістоль Роверз       | 1:2            | Шеффілд Юнайтед       | 4 712   |
| 3 листопада               | Мансфілд Таун         | 0:0            | Слау Таун             | 1 686   |
| 13 листопада Перегравання | Слау Таун             | 1:1 (пен. 1:4) | Мансфілд Таун         | 1 593   |
| 3 листопада               | Барнет                | 0:2            | Оксфорд Юнайтед       | 2 346   |
| 3 листопада               | Ротергем Юнайтед      | 3:2            | Стівенідж             | 4 324   |
| 3 листопада               | Файлд                 | 1:4            | Акрінгтон Стенлі      | 1 213   |
| 3 листопада               | Гайзлі                | 2:2            | Барроу                | 1 605   |
| 13 листопада Перегравання | Барроу                | 1:0            | Гайзлі                | 1 402   |
| 3 листопада               | Нортгемптон Таун      | 1:1            | Бредфорд Сіті         | 2 512   |
| 13 листопада Перегравання | Бредфорд Сіті         | 3:3 (пен. 4:2) | Нортгемптон Таун      | 2 951   |
| 3 листопада               | Престон Норт-Енд      | 3:0            | Йовіл Таун            | 4 757   |
| 3 листопада               | Карлайл Юнайтед       | 4:2            | Ебсфліт Юнайтед       | 2 373   |
| 4 листопада               | Бертон Альбіон        | 3:3            | Олчрінгем             | 1 989   |
| 15 листопада Перегравання | Олчрінгем             | 0:2            | Бертон Альбіон        | 2 428   |
| 4 листопада               | Дорчестер Таун        | 1:0            | Плімут Аргайл         | 3 196   |
| 13 листопада              | Брейнтрі Таун         | 0:3            | Транмер Роверз        | 1 503   |
| 14 листопада              | Глостер Сіті          | 0:2            | Лейтон Орієнт         | 1 381   |

## Другий раунд
| Дата                   | Господарі        | Рахунок        | Гості            | Глядачі |
| ---------------------- | ---------------- | -------------- | ---------------- | ------- |
| 30 листопада           | Бредфорд Сіті    | 1:1            | Брентфорд        | 3 620   |
| 18 грудня Перегравання | Брентфорд        | 4:2 (д. ч.)    | Бредфорд Сіті    | 2 643   |
| 1 грудня               | Престон Норт-Енд | 2:0            | Джиллінгем       | 5 271   |
| 1 грудня               | Бері             | 1:1            | Саутенд Юнайтед  | 2 391   |
| 11 грудня Перегравання | Саутенд Юнайтед  | 1:1 (пен. 3:2) | Бері             | 3 043   |
| 1 грудня               | Шеффілд Юнайтед  | 2:1            | Порт Вейл        | 10 215  |
| 1 грудня               | Карлайл Юнайтед  | 1:3            | Борнмут          | 2 980   |
| 1 грудня               | Кру Александра   | 0:1            | Бертон Альбіон   | 3 065   |
| 1 грудня               | Лутон Таун       | 2:1            | Дорчестер Таун   | 3 287   |
| 1 грудня               | Олдем Атлетік    | 3:1            | Донкастер Роверз | 2 783   |
| 1 грудня               | Транмер Роверз   | 2:1            | Честерфілд       | 3 781   |
| 1 грудня               | Ротергем Юнайтед | 1:1            | Нотс Каунті      | 7 903   |
| 18 грудня Перегравання | Нотс Каунті      | 0:3            | Ротергем Юнайтед | 2 990   |
| 18 грудня              | Барроу           | 1:1            | Маклсфілд Таун   | 1 592   |
| 29 грудня Перегравання | Маклсфілд Таун   | 4:1            | Барроу           | 1 554   |
| 1 грудня               | Акрінгтон Стенлі | 3:3            | Оксфорд Юнайтед  | 1 195   |
| 18 грудня Перегравання | Оксфорд Юнайтед  | 2:0            | Акрінгтон Стенлі | 2 566   |
| 1 грудня               | Лінкольн Сіті    | 3:3            | Мансфілд Таун    | 4 127   |
| 12 грудня Перегравання | Мансфілд Таун    | 2:1            | Лінкольн Сіті    | 5 304   |
| 1 грудня               | Гаррогейт Таун   | 1:1            | Гастінгс Юнайтед | 2 986   |
| 13 грудня Перегравання | Гастінгс Юнайтед | 1:1 (пен. 5:4) | Гаррогейт Таун   | 4 028   |
| 1 грудня               | Ковентрі Сіті    | 2:1            | Моркем           | 6 339   |
| 1 грудня               | Кроулі Таун      | 3:0            | Челмсфорд Сіті   | 3 012   |
| 1 грудня               | Флітвуд Таун     | 2:3            | Олдершот Таун    | 1 757   |
| 2 грудня               | Мілтон Кінс Донс | 2:1            | Вімблдон         | 16 459  |
| 2 грудня               | Олфретон Таун    | 2:4            | Лейтон Орієнт    | 1 104   |
| 3 грудня               | Челтенгем Таун   | 2:4            | Герфорд Юнайтед  | 5 070   |
| 11 грудня Перегравання | Герфорд Юнайтед  | 1:2 (д. ч.)    | Челтенгем Таун   | 5 026   |

## Третій раунд
Переможці другого раунду зіграли з усіма командами із Прем'єр-ліги та Чемпіоншипу.
| Дата                  | Господарі                | Рахунок     | Гості                   | Глядачі |
| --------------------- | ------------------------ | ----------- | ----------------------- | ------- |
| 5 січня               | Крістал Пелес            | 1:1         | Сток Сіті               | 13 693  |
| 15 січня Перегравання | Сток Сіті                | 4:1 (д. ч.) | Крістал Пелес           | 11 617  |
| 5 січня               | Брайтон енд Гоув Альбіон | 2:0         | Ньюкасл Юнайтед         | 21 740  |
| 5 січня               | Тоттенгем Готспур        | 3:0         | Ковентрі Сіті           | 35 766  |
| 5 січня               | Віган Атлетік            | 1:1         | Борнмут                 | 8 199   |
| 15 січня Перегравання | Борнмут                  | 0:1         | Віган Атлетік           | 8 890   |
| 5 січня               | Фулгем                   | 1:1         | Блекпул                 | 14 473  |
| 15 січня Перегравання | Блекпул                  | 1:2 (д. ч.) | Фулгем                  | 8 706   |
| 5 січня               | Астон Вілла              | 2:1         | Іпсвіч Таун             | 24 854  |
| 5 січня               | Чарльтон Атлетік         | 0:1         | Гаддерсфілд Таун        | 6 657   |
| 5 січня               | Маклсфілд Таун           | 2:1         | Кардіфф Сіті            | 3 165   |
| 5 січня               | Барнслі                  | 1:0         | Бернлі                  | 5 091   |
| 5 січня               | Манчестер Сіті           | 3:0         | Вотфорд                 | 46 821  |
| 6 січня               | Свонсі Сіті              | 2:2         | Арсенал                 | 18 848  |
| 16 січня Перегравання | Арсенал                  | 1:0         | Свонсі Сіті             | 58 359  |
| 5 січня               | Лестер Сіті              | 2:0         | Бертон Альбіон          | 14 463  |
| 5 січня               | Міллволл                 | 1:0         | Престон Норт-Енд        | 5 364   |
| 7 січня               | Челтенгем Таун           | 1:5         | Евертон                 | 6 891   |
| 5 січня               | Дербі Каунті             | 5:0         | Транмер Роверз          | 11 740  |
| 5 січня               | Кроулі Таун              | 1:3         | Редінг                  | 5 880   |
| 5 січня               | Олдершот Таун            | 3:1         | Ротергем Юнайтед        | 2 992   |
| 5 січня               | Мідлсбро                 | 4:1         | Гастінгс Юнайтед        | 12 579  |
| 5 січня               | Оксфорд Юнайтед          | 0:3         | Шеффілд Юнайтед         | 7 079   |
| 5 січня               | Саутгемптон              | 1:5         | Челсі                   | 27 813  |
| 5 січня               | Квінз Парк Рейнджерс     | 1:1         | Вест-Бромвіч Альбіон    | 8 984   |
| 15 січня Перегравання | Вест-Бромвіч Альбіон     | 0:1         | Квінз Парк Рейнджерс    | 11 184  |
| 5 січня               | Пітерборо Юнайтед        | 0:3         | Норвіч Сіті             | 13 198  |
| 6 січня               | Мансфілд Таун            | 1:2         | Ліверпуль               | 7 574   |
| 5 січня               | Болтон Вондерерз         | 2:2         | Сандерленд              | 12 204  |
| 15 січня Перегравання | Сандерленд               | 0:2         | Болтон Вондерерз        | 17 505  |
| 5 січня               | Ноттінгем Форест         | 2:3         | Олдем Атлетік           | 11 293  |
| 5 січня               | Вест Гем Юнайтед         | 2:2         | Манчестер Юнайтед       | 32 922  |
| 16 січня Перегравання | Манчестер Юнайтед        | 1:0         | Вест Гем Юнайтед        | 71 081  |
| 5 січня               | Галл Сіті                | 1:1         | Лейтон Орієнт           | 8 585   |
| 15 січня Перегравання | Лейтон Орієнт            | 1:2 (д. ч.) | Галл Сіті               | 3 601   |
| 5 січня               | Блекберн Роверз          | 2:0         | Брістоль Сіті           | 5 504   |
| 5 січня               | Лідс Юнайтед             | 1:1         | Бірмінгем Сіті          | 11 447  |
| 15 січня Перегравання | Бірмінгем Сіті           | 1:2         | Лідс Юнайтед            | 8 962   |
| 5 січня               | Саутенд Юнайтед          | 1:1         | Брентфорд               | 5 540   |
| 15 січня Перегравання | Брентфорд                | 2:1         | Саутенд Юнайтед         | 6 526   |
| 5 січня               | Лутон Таун               | 1:0         | Вулвергемптон Вондерерз | 9 638   |
| 5 січня               | Шеффілд Венсдей          | 0:0         | Мілтон Кінс Донс        | 11 462  |
| 15 січня Перегравання | Мілтон Кінс Донс         | 2:0         | Шеффілд Венсдей         | 6 782   |

## Четвертий раунд
| Дата                   | Господарі                | Рахунок | Гості             | Глядачі |
| ---------------------- | ------------------------ | ------- | ----------------- | ------- |
| 25 січня               | Міллволл                 | 2:1     | Астон Вілла       | 15 007  |
| 26 січня               | Сток Сіті                | 0:1     | Манчестер Сіті    | 19 814  |
| 26 січня               | Норвіч Сіті              | 0:1     | Лутон Таун        | 26 521  |
| 26 січня               | Маклсфілд Таун           | 0:1     | Віган Атлетік     | 5 849   |
| 26 січня               | Дербі Каунті             | 0:3     | Блекберн Роверз   | 14 013  |
| 26 січня               | Галл Сіті                | 0:1     | Барнслі           | 9 932   |
| 26 січня               | Мідлсбро                 | 2:1     | Олдершот Таун     | 12 684  |
| 26 січня               | Брайтон енд Гоув Альбіон | 2:3     | Арсенал           | 27 113  |
| 26 січня               | Редінг                   | 4:0     | Шеффілд Юнайтед   | 14 715  |
| 26 січня               | Гаддерсфілд Таун         | 1:1     | Лестер Сіті       | 11 945  |
| 5 лютого Перегравання  | Лестер Сіті              | 1:2     | Гаддерсфілд Таун  | 14 517  |
| 26 січня               | Квінз Парк Рейнджерс     | 2:4     | Мілтон Кінс Донс  | 17 081  |
| 26 січня               | Болтон Вондерерз         | 1:2     | Евертон           | 18 760  |
| 26 січня               | Манчестер Юнайтед        | 4:1     | Фулгем            | 72 596  |
| 27 січня               | Брентфорд                | 2:2     | Челсі             | 12 146  |
| 17 лютого Перегравання | Челсі                    | 4:0     | Брентфорд         | 40 961  |
| 27 січня               | Лідс Юнайтед             | 2:1     | Тоттенгем Готспур | 29 943  |
| 27 січня               | Олдем Атлетік            | 3:2     | Ліверпуль         | 10 295  |

## П'ятий раунд
| Дата                   | Господарі         | Рахунок | Гості           | Глядачі |
| ---------------------- | ----------------- | ------- | --------------- | ------- |
| 16 лютого              | Мілтон Кінс Донс  | 1:3     | Барнслі         | 14 475  |
| 16 лютого              | Олдем Атлетік     | 2:2     | Евертон         | 9 473   |
| 26 лютого Перегравання | Евертон           | 3:1     | Олдем Атлетік   | 32 688  |
| 16 лютого              | Лутон Таун        | 0:3     | Міллволл        | 9 768   |
| 16 лютого              | Арсенал           | 0:1     | Блекберн Роверз | 60 070  |
| 17 лютого              | Гаддерсфілд Таун  | 1:4     | Віган Атлетік   | 12 117  |
| 17 лютого              | Манчестер Сіті    | 4:0     | Лідс Юнайтед    | 46 849  |
| 18 лютого              | Манчестер Юнайтед | 2:1     | Редінг          |         |
| 27 лютого              | Мідлсбро          | 0:2     | Челсі           | 27 856  |

## Шостий раунд
| Дата                    | Господарі         | Рахунок | Гості             | Глядачі |
| ----------------------- | ----------------- | ------- | ----------------- | ------- |
| 9 березня               | Евертон           | 0:3     | Віган Атлетік     | 35 068  |
| 9 березня               | Манчестер Сіті    | 5:0     | Барнслі           | 46 728  |
| 10 березня              | Міллволл          | 0:0     | Блекберн Роверз   | 14 885  |
| 13 березня Перегравання | Блекберн Роверз   | 0:1     | Міллволл          | 8 635   |
| 10 березня              | Манчестер Юнайтед | 2:2     | Челсі             | 75 196  |
| 1 квітня Перегравання   | Челсі             | 1:0     | Манчестер Юнайтед | 40 704  |

## Півфінали
| Дата      | Господарі | Рахунок | Гості          | Глядачі |
| --------- | --------- | ------- | -------------- | ------- |
| 13 квітня | Міллволл  | 0:2     | Віган Атлетік  | 62 335  |
| 14 квітня | Челсі     | 1:2     | Манчестер Сіті | 85 621  |

## Фінал
Фінал відбувся 11 травня 2013 на стадіоні «Вемблі».
| 11 травня 2013 17:15 |

| Манчестер Сіті (1) | 0 – 1 | Віган Атлетік (1) |
| ------------------ | ----- | ----------------- |
|                    |       | Вотсон 90+1'      |

| «Вемблі», Лондон Арбітр: Андре Маррінер |